# Bharatiya Jana Sangh

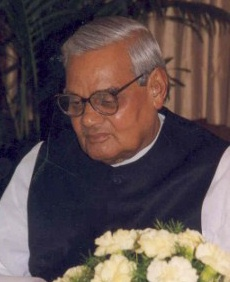
Atal Bihari Vajpayee

El Bharatiya Jana Sangh (abreviado BJS o Jan Sangh, nombre completo: Akhil Bharatiya Jana Sangh) fue un partido político indio de derecha que existió desde 1951 hasta 1977 y que fue el brazo político de la Rastriya Swayamsevak Sangh (RSS), una organización nacionalista hindú compuesta por voluntarios.

## Resultados electorales
| Elecciones | # de votos | % de votos | # de escaños | Diferencia |
| ---------- | ---------- | ---------- | ------------ | ---------- |
| 1951-1952  | 3.246.288  | 3,06%      | 3/489        |            |
| 1957       | 7.193.267  | 5,97%      | 4/494        | 1          |
| 1962       | 7.415.170  | 6,44%      | 14/494       | 10         |
| 1967       | 13.580.935 | 9,31%      | 35/520       | 21         |
| 1971       | 10.777.119 | 7,35%      | 22/518       | 13         |